# Eberhard Wille
Eberhard Wille (* 15. April 1942 in Berlin) ist ein deutscher Volkswirt.

## Leben
Nach dem Besuch des Johannes-Gymnasium Lahnstein, studierte Wille Volkswirtschaftslehre an der Universität Bonn. 1969 promovierte er bei Kurt Schmidt an der Universität Mainz, wo er sich 1973 in den Fächern Volkswirtschaftslehre und Finanzwissenschaft auch habilitierte. Von 1975 bis 2010 hatte er eine Professur an der Universität Mannheim inne.
Seine Arbeitsschwerpunkte liegen im Bereich Gesundheitsökonomie und der Konsolidierung öffentlicher Haushalte. Er war bzw. ist Mitglied in verschiedenen Beraterkreisen der Bundesregierung und Bundesbehörden. Von 1999 bis 2001 war er Vorsitzender des gesundheitsökonomischen Ausschusses im Verein für Socialpolitik.
Seit 1993 war Wille Mitglied des Sachverständigenrates für die Konzertierte Aktion im Gesundheitswesen, seit 2002 war er Vorsitzender dieses Gremiums, nachdem Friedrich-Wilhelm Schwartz von dieser Funktion zurückgetreten war. Wille war auch bis 2012 Vorsitzender des Nachfolge-Gremiums, dem Sachverständigenrat zur Begutachtung der Entwicklung im Gesundheitswesen, der 2004 nach Abschaffung der Konzertierten Aktion im Gesundheitswesen durch das Gesetz zur Modernisierung der gesetzlichen Krankenversicherung an die Stelle des bisherigen Rates trat. Er wurde 2019, im Alter von 78 Jahren, aus dem Gremium verabschiedet.
Er war Mitunterzeichner des eurokritischen Manifests Die währungspolitischen Beschlüsse von Maastricht: Eine Gefahr für Europa (1992).
Eberhard Wille wurde 2009 mit dem Bundesverdienstkreuz am Bande ausgezeichnet. Diese Ehrung erhielt er für sein Engagement in der Gesundheitspolitik.